# خوان رویگ
خوان رویگ (انگلیسی: Juan Roig; ۸ اکتبر ۱۹۴۹) کارآفرین و سرمایه‌دار اهل اسپانیا بود.